# Diables Noirs
El CSM Diables Noirs es un equipo de fútbol de la República del Congo que pertenece a la Primera División del Congo, la competencia de fútbol más importante del país.

## Historia
Fue fundado en Brazzaville en 1950 con el nombre Association Sportive de la Mission.
Ha obtenido el título de liga en siete ocasiones, y la copa de Congo en ocho, además de haber participado en más de 15 ocasiones en campeonatos internacionales incluyendo la Liga de Campeones de la CAF y la Copa Africana de Clubes Campeones.

## Palmarés
- Primera División del Congo: 7

1961, 1976, 1991, 2004, 2007, 2009 2011.
- Copa de Congo de Fútbol: 7

1989, 1990, 2003 , 2005, 2012, 2014, 2015, 2018

## Participación en competiciones de la CAF
| Temporada | Torneo                            | Ronda            | Club                   | Casa | Visita | Global      |
| --------- | --------------------------------- | ---------------- | ---------------------- | ---- | ------ | ----------- |
| 1966      | Copa Africana de Clubes Campeones | 1                | Dragons                | 2-0  | 1-2    | 3-2         |
| 1966      | Copa Africana de Clubes Campeones | Cuartos de final | Al-Hilal Omdurmán      | 1-4  | 1-6    | 2-10        |
| 1977      | Copa Africana de Clubes Campeones | 1                | AS Vantour             | 4-2  | 4-2    | 8-4         |
| 1977      | Copa Africana de Clubes Campeones | 2                | Hafia FC               | 1-1  | 0-1    | 1-2         |
| 1990      | Recopa Africana                   | 1                | Rayon Sport FC         | 3-0  | 0-1    | 3-1         |
| 1990      | Recopa Africana                   | 2                | BCC Lions              | 2-0  | 0-3    | 2-3         |
| 1991      | Recopa Africana                   | 1                | Primero de Agosto      | 2-1  | 0-0    | 2-1         |
| 1991      | Recopa Africana                   | 2                | Dynamos FC             | 1-1  | 0-2    | 1-3         |
| 1992      | Copa Africana de Clubes Campeones | 1                | Julius Berger FC       | 2-1  | 0-4    | 2-5         |
| 2004      | Copa Confederación de la CAF      | Preliminar       | Desportivo Mongomo     | 2-2  | 0-0    | 2-2 (a)     |
| 2005      | Liga de Campeones de la CAF       | Preliminar       | Red Arrows FC          | 0-0  | 0-0    | 0-0 (2-3 p) |
| 2006      | Copa Confederación de la CAF      | Preliminar       | Tourbillon FC          | 3-1  | 2-2    | 5-3         |
| 2006      | Copa Confederación de la CAF      | 1                | Berekum Arsenal        | 2-1  | 0-1    | 2-2 (a)     |
| 2008      | Liga de Campeones de la CAF       | Preliminar       | Enyimba                | 2-3  | 0-4    | 2-7         |
| 2010      | Liga de Campeones de la CAF       | Preliminar       | ES Sétif               | 3-2  | 0-2    | 3-4         |
| 2012      | Liga de Campeones de la CAF       | Preliminar       | AFAD Djekanou          | 0-1  | 0-1    | 0-2         |
| 2013      | Copa Confederación de la CAF      | Preliminar       | New Edubiase United    | 1-0  | 0-1    | 1-1 (5-4 p) |
| 2013      | Copa Confederación de la CAF      | 1                | The Panthers FC        | 6-1  | 0-0    | 6-1         |
| 2013      | Copa Confederación de la CAF      | 2                | CS Sfaxien             | 1-1  | 1-3    | 2-4         |
| 2014      | Liga de Campeones de la CAF       | Preliminar       | Flambeau de l’Est      | 1-1  | 0-1    | 1-2         |
| 2015      | Liga de Campeones de la CAF       | Preliminar       | Raja Casablanca        | 2-2  | 0-4    | 2-6         |
| 2016      | Copa Confederación de la CAF      | Preliminar       | Africa Sports National | 1-2  | 1-2    | 2-4         |
| 2017      | Liga de Campeones de la CAF       | Preliminar       | RC Kadiogo             | 1-0  | 0-3    | 1-3         |
| 2018/19   | Copa Confederación de la CAF      | Preliminar       | NA Hussein Dey         | 1-1  | 0-2    | 1-3         |
| 2021/22   | Copa Confederación de la CAF      | 1                | Bumamuru FC            | 1-0  | 0-0    | 1-0         |
| 2021/22   | Copa Confederación de la CAF      | 2                | Orlando Pirates        | 0-0  | 0-1    | 0-1         |

## Jugadores
Daniel Nuñez